# Internationale Vakbond voor Voeding, Landbouw, Hotel, Restaurant, Catering, Tabak en Geallieerde Arbeiders
De Internationale Vakbond voor Voeding, Landbouw, Hotel, Restaurant, Catering, Tabac en Geallieerde Arbeiders (in het Engels International Union of Food, Agricultural, Hotel, Restaurant, Catering, Tobacco and Allied Workers' Association, (IUF)) is een internationale koepelorganisatie van 336 vakbonden en vakcentrales die de belangen van werknemers in de voorgenoemde sectoren in 120 landen behartigt. De organisatie is opgericht in 1920 en haar hoofdzetel is gelegen in Genève. Voorzitter is Berthold Huber.

## Aangesloten vakbonden en vakcentrales

### België en Nederland
Voor België zijn de ABVV-vakcentrales HORVAL, BBTK en de Algemene Centrale aangesloten. Voor het ACV zijn dat CNE-GNC, LBC-NVK en ACV Voeding en Diensten. Daarnaast is ook het ACLVB lid. Voor Nederland zijn dat respectievelijk de FNV Horecabond, FNV Bondgenoten en CNV Vakmensen.

### Overige landen
Voorts zijn volgende organisaties aangesloten:
- Angola
  - Federaçao Dos Sindicatos dos Trabalhadores da Agro-Pecuária, Pescas e Derivados de Angola (FSTAPPD)
- Antigua
  - Antigua and Barbuda Workers' Union (AWU)
  - Antigua Trades and Labour Union (ATLU)
- Argentinië
  - Asociación de Trabajadores de la Industria Lechera (ATILRA)
  - Federación Argentina de Trabajadores Cerveceros y Afines (FATCA)
  - Federación Argentina de Trabajadores de Aguas Gaseosas y Afines (FATAGA)
  - Federación Argentina Trabajadores Pasteleros, Confiteros, Heladeros, Pizzeros y Alfajoreros (FATPCHPyA)
  - Federación Argentina Unión Personal de Panadería y Afines de la República Argentina (FAUPPA)
  - Federación de Trabajadores de la Industria de la Alimentación (FTIA)
  - Federación de Trabajadores del Complejo Industrial Oleaginoso, Desmontadores de Algodón y Afines de la República Argentina (FTCIODyA)
  - Federación de Trabajadores del Tabaco de la República Argentina (FTT)
  - Federación Gremial del Personal de la Industria de la Carne y sus Derivados (FGPICD)
  - Sindicato Argentino Trabajadores de la Industria Fideera y Afines (SATIF)
  - Sindicato Único de Empleados del Tabaco de la República Argentina (SUETRA)
  - Sindicato Único de Guardavidas y Afines de la República Argentina (SUGARA)
  - Unión Argentina de Trabajadores Rurales y Estibadores (UATRE)
  - Unión de Trabajadores de Carga y Descarga de la República Argentina (UTCDRA)
  - Unión de Trabajadores del Turismo, Hoteles y Gastronómicos de la República Argentina (UTHGRA)
- Armenië
  - Republican Union of Agro-Industrial Workers Organisations of Armenia
- Australië
  - Australasian Meat Industry Employees' Union (AMIEU)
  - Australian Manufacturing Workers' Union (AMWU)
  - Australian Workers' Union (AWU)
  - Liquor, Hospitality and Miscellaneous Workers' Union (LHMU)
  - National Union of Workers (NUW)
- Azerbeidzjan
  - Agricultural and Food Industry Workers' Union "Kandgida-Is"
  - Federation of Commerce, Catering, Consumers' Cooperatives, Health Resorts, Tourism, Sport, Hotel, Fish Industry and Allied Workers' Unions "Khidmat-Is"
- Barbados
  - Barbados Workers' Union (BWU)
- Belize
  - The Belize Workers Union (BWU)
- Benin
  - Fédération des Syndicats du Développement Rural (FESYNDER)
  - Fédération des Travailleurs de l'Hôtellerie, de Tourisme et Assimilés (FESYNTRA-HTA)
  - Syndicat des Forestiers du Bénin (SYNFORB)
  - Syndicat des Travailleurs de la SOBEBRA (SYNTRA.SOB)
  - Syndicat des Travailleurs du Sucre et de l'Alcool (SYNTRASA)
  - Syndicat national des travailleurs de boulangeries et pâtisseries du Bénin (SYNTRABOPAB)
- Bermuda
  - Bermuda Industrial Union (BIU)
- Bosnië en Herzegovina
  - Samostalni Sindikat Radnika Poljoprivrede, Prehrambene i Duhanske Industrije, Vodoprivrede, Ugostiteljstva, Turizma i Trgovine Republike BiH (PPDIVUT)
  - Sindikat Poljoprivrede I Prehrambene Industrije RS BiH
- Brazilië
  - Confederação Nacional dos Trabalhadores Na Agricultura (CONTAG)
  - Confederação Nacional dos Trabalhadores nas Indústrias da Alimentaçao, Agro-Indústria, Cooperativas de Cereais e Indústrias do Meio Rural (CONTAC)
  - Confederação Nacional dos Trabalhadores nas Indústrias de Alimentação e Afins (CNTA)
  - Confederação Nacional dos Trabalhadores no Comércio e Serviçios(CONTRACS)
  - Federação dos Empregado Rurais Assalaliardos do Estado de São Paulo (FERAESP)
  - Federação Nacional dos Trabalhadores nas Indústrias do Fumo e Afins (FENTIFUMO)
- Bulgarije
  - Agriculture and Forest Industry Federation (PODKREPA)
  - Fédération des syndicats indépendants de l'agriculture (FITUA)
  - Federation of Independent Trade Unions in the Food Industry (FITU-Food)
  - Federatsia Khranitelna Promishlenost (FKP-PODKREPA)
  - Syndicat des producteurs de bière et travailleurs des branches connexes de l'industrie alimentaire
- Burkina Faso
  - Fédération nationale de l'alimentation et de l'hôtellerie du Burkina (FNAHB)
  - Fédération des agriculteurs, planteurs, eleveurs et maraîchers (FNAPEM)
  - Fédération nationale des boulangers et pâtissiers du Burkina Faso (FNBP)
  - Syndicat National des Eaux et Assimilés (SYNTEA)
  - Syndicat national des travailleurs de l'agriculture (SYNATRAG)
  - Syndicat national des travailleurs de l'environnement, du tourisme et de l'hôtellerie (SYNTEHT)
- Cambodja
  - Cambodian Tourism and Service Workers Federation (CTSWF)
- Canada
  - Bakery, Confectionery, Tobacco Workers and Grain Millers International Union (Synd. int. des trav. boulangerie, confiserie, tabac et meunerie)
  - Canadian Auto Workers (CAW)
  - National Union of Public and General Employees (NUPGE)
  - Retail, Wholesale and Department Store Union (Union des employés de gros, de détail et des magasins à rayons) (RWDSU/UFCW)
  - UNITE HERE! Canada
  - United Food and Commercial Workers International Union (Union internationale des travailleurs et travailleuses unis de l'alimentation et du commerce) (UFCW)
- Chili
  - Confederación Nacional de Federaciones de Empresa Alimenticias y Afines de Chile (CONFEDACH)
  - Confederación de Trabajadores de Empresa de la Alimentación y Area privada de Chile (CONTALAPCH)
  - Confederación de Trabajadores Pesqueros de Chile y Ramas Afines (CONTRAPECH)
  - Federación de Sindicatos de la Empresa Nestlé Chile S.A., Complejo Industrial Macul
  - Federación Nacional de Sindicatos Unilever (FENASIUN)
  - Federación Nacional N° 2 de Sindicatos Empresas CCU
  - Sindicato de Empresa Industria de Alimentos Dos en Uno S.A. (SITRADEU)
- Colombia
  - Sindicato Nacional de Corteros de Caña (SINALCORTEROS)
  - Sindicato Nacional de Trabajadores de la Industria Agropecuaria (SINTRAINAGRO)
  - Unión Nacional Agroalimentaria de Colombia (UNAC)
- Costa Rica
  - Coordinadora de Sindicatos Bananeros de Costa Rica (COSIBA)
- Cyprus
  - Cyprus Industrial Workers' Federation (OVIEK-SEK)
  - Federation of Transport Petroleum and Agricultural Workers of Cyprus (FTPAW)
  - Hotel, Catering & Restaurant Employees Federation (OEXEKA-SEK)
- Denemarken
  - CO-Industri
  - Fagligt Faelles Forbund (3F)
  - Fødevareforbundet NNF
  - HK/HANDEL
  - Service Forbundet
- Duitsland
  - Gewerkschaft Nahrung-Genuss-Gaststätten (NGG)
  - Industriegewerkschaft BAUEN-AGRAR-UMWELT (IG-BAU)
- Dominica
  - Waterfront & Allied Workers Union (WAWU)
- Dominicaanse Republiek
  - Sindicato de Trabajadores de Mercasid (SITRASID)
  - Sindicato de Trabajadores de Nestlé Dominicana - Fábrica San Francisco de Macorís (SITRANESTLESF)
  - Sindicato de Trabajadores de Unilever Caribe (SITRAUC)
- Ecuador
  - Comité de Empresa y Sindicato de Trabajadores de Nestlé Ecuador S.A. (CESTNE)
- Egypte
  - General Trade Union for Hotel and Tourism Workers (GTUHTW)
  - General Trade Union of Agriculture and Irrigation (GTUA)
  - General Trade Union of Food Workers (GTUFW)
- El Salvador
  - Federación Sindical de Trabajadores Salvadoreños del Sector Alimentos, Bebidas, Hoteles, Restaurantes, Agroindustrias (FESTSSABHRA)
- Ethiopië
  - Federation of Food, Beverages, Tobacco and Allied Industry Trade Unions (FFBTAI)
  - National Federation of Farm, Plantation, Fishery and Agro Industry Trade Unions (NFFPFAI)
  - National Industrial Federation of Tourism, Hotel and General Service Workers
- Faeröer
  - Føroya Arbeidarafelag
- Fiji
  - Fiji Sugar and General Workers' Union (FSGWU)
  - National Union of Hospitality Catering and Tourism Industries Employees (NUHCTIE)
- Filipijnen
  - Alliance of Coca-Cola Unions Philippines (ACCUP)
  - Council of Filipino Nestlé Unions (CFNU)
  - National Union of Workers in Hotel, Restaurant and Allied Industries (NUWHRAIN)
- Frankrijk
  - Fédération commerce distribution Services CGT (FCDS-CGT)
  - Fédération des services CFDT (FdS-CFDT)
  - Fédération générale agroalimentaire CFDT (FGA-CFDT)
  - Fédération générale des travailleurs de l'agriculture, de l'alimentation, des tabacs et allumettes et des services annexes - ** ** Force Ouvrière (FGTA-FO)
  - Fédération nationale agroalimentaire (FNAA CFE-CGC)
  - Fédération nationale de l'hôtellerie, restauration, sports, loisirs et casinos (CFE-CGC)
- Ghana
  - Food and Allied Workers Union (FAWU)
  - General Agricultural Workers Union of TUC (GAWU-TUC)
  - Industrial and Commercial Workers' Union (ICU)
- Griekenland
  - Panellinia Omospondia Ergaton Episitismou kai Ypallelon Touristiko Epaggelmaton (POEEYTE)
- Grenada
  - Grenada Technical and Allied Workers' Union (GTAWU)
- Guatemala
  - Federación Sindical de Trabajadores de la Alimentación y Afines Servicios y Similares (FESTRAS)
  - Sindicato de Trabajadores Bananeros de Izabal (SITRABI)
- Guyana
  - Clerical & Commercial Workers' Union (CCWU)
  - Guyana Agricultural and General Workers' Union (GAWU)
  - National Association of Agricultural, Commercial & Industrial Employees (NAACIE)
- Honduras
  - Sindicato de Trabajadores de la Industria de las Bebida y Similares (STIBYS)
  - Sindicato de Trabajadores de la Tela Railroad Company (SITRATERCO)
  - Sindicato de Trabajadores del Instituto Nacional Agrario (SITRAINA)
- Hongarije
  - Élelmezésipari Dolgozók Szakszervezeteinek Szövetsége (EDOSZ)
  - Élelmiszeripari Dolgozók Szakszervezete (ÉDSZ)
  - Húsipari Dolgozók Szakszervezete (HDSz)
  - Mezógazdasagi Erdészeti és Vizügyi Dolgozók Szakszervezete (MEDOSZ)
  - Vendéglato és Idegenforgalmi Szakszervezet (VISZ)
- Hongkong
  - Catering & Hotels Industries Employees General Union (CHIEGU)
  - Swire Beverages Hong Kong Employees General Union (SBHKEGU)
- India
  - All India Council of Unilever Unions (AICUU)
  - Andhra Pradesh Vyavasaya Vruthidarula Union (APVVU)
  - Dairy Employee's Federation of India (DEFOI)
  - Dynamix Dairy Industries Kamgar Sanghatana (DDIKS)
  - Federation of All India Nestlé Employees
  - Gujarat Khet Kamdar Sangathan's (Gujarat Agricultural Labour Union) (GALU)
  - Hind Khet Mazdoor Panchayat (HKMP)
  - Karnataka Sugar Workers Federation (KSWF)
  - Milk, Food, Factory Workers Union
  - Neelamalai Plantation Workers' Union
  - Paschim Banga Khet Majoor Samity (PBKMS)
  - Self Employed Women's Association (SEWA)
  - The Estates Staff's Union of South India (ESUSI)
  - West Bengal Cha Mazdoor Sabha (WBCMS)
- Indonesië
  - Federasi Serikat Buruh Nestlé Indonesia (FSBNI)
  - Federation of Hotel, Restaurant, Plaza, Apartment, Catering and Tourism Workers' Free Union (FSPM)
  - Serikat Pekerja Kirin Miwon Foods
- Iran
  - Union of Workers of the Haft Tapeh Sugar Plantation
- Ierland
  - Services Industrial Professional Technical Union (SIPTU)
- IJsland
  - Matvæla- og veitingafélag Íslands (MATVÍS)
  - Starfsgreinasamband Island (SGS)
- Israël
  - National Union of Salaried Employees
  - Syndicat des travailleurs de l'alimentation et pharmaceutique (SYNTAP)
- Italië
  - Federazione agricola alimentare ambientale industriale CISL (FAI-CISL)
  - Federazione del commercio, turismo e dei servizi CISL (FISASCAT-CISL)
  - Federazione italiana lavoratori commercio turismo servizi CGIL (FILCAMS-CGIL)
  - Federazione Nazionale Lavoratori Agroindustria CGIL (FLAI-CGIL)
  - Unione italiana lavoratori agroalimentari UIL (UILA-UIL)
  - Unione italiana lavoratori turismo commercio e servizi UIL (UILTuCS-UIL)
- Ivoorkust
  - Centrale des industries agroalimentaires, de l'hôtellerie et des branches connexes de Côte d'Ivoire (CIAGAHCI-DIGNITE)
- Jamaica
  - Bustamante Industrial Trade Union (BITU)
  - University and Allied workers Union (UAWU)
- Japan
  - Federation of All Japan Foods and Tobacco Workers' Union (Food Rengo)
  - Japan Federation of Service and Tourism Industries Workers' Union (Service-Tourism Rengo)
  - National Federation of Agricultural, Forestry and Fishery Cooperatives' Workers' Unions (Noh-Dan-Roh)
  - The Japanese Federation of Textile, Chemical, Food, Commercial, Service and General Workers' Union (UI ZENSEN)
- Jordanië
  - General Trade Union of Workers in Public Services & Free Occupations
- Kazachstan
  - Agro-Industrial Workers' Union of Almaty (AIWU)
  - Agro Industrial Workers' Union of Southern Kazakhstan
  - Regional Organisation of Agricultural, Food and Allied Workers' Unions of Eastern Kazakhstan
- Kenia
  - Kenya Union of Commercial, Food and Allied Workers (KUCFAW)
  - Kenya Union of Domestic, Hotels, Educational Institutions, Hospitals and Allied Workers (KUDHEIHA)
  - Kenya Union of Sugar Plantation Workers (KUSPW)
- Kirgizië
  - Agricultural Workers' Union (AWU)
  - Food and Processing Workers Union
- Kosovo
  - AGROKOMPLEKSI-SPAK
- Kroatië
  - Sindikat turizma i usluga Hrvatske (STUH)
  - Sindikat zaposlenih u poljoprivredi, prehrambenoj i duhanskoj industriji i vodoprivedi Hrvatske (PPDIV)
- Lesotho
  - National Union of Commerce, Catering and Allied Workers (NUCCAW)
- Letland
  - Latvijas Sabiedrisko Pakalpojumu Darbinieku Arodbiedriba (LAKRS)
- Libanon
  - Fédération des Syndicats des Employés des Hôtels Restaurants Alimentation et Lieux de Loisirs au Liban
  - National Federation of Tobacco Workers (NFTW)
- Litouwen
  - Lietuvos komercijos ir kooperacijos darbuotoju profesine sajunga (Lithuanian Trade Union of Commercial and Cooperative Employees) (LTUCCE)
  - Lietuvos maistininku profesiné sajunga (Lithuanian Trade Union of Food Producers) (LPMS)
  - Lietuvos zemés ukio darbuotoju profesiniu sajungu federacijos (Trade Union Federation of Lituanian Agricultural Workers)(TUFLAW)
- Luxemburg
  - Lëzebuerger Chrëschtleche Gewerkschaftsbond/ Confédération luxembourgeoise des syndicats chrétiens (LCGB)
  - Syndikat Nahrung-Genuss-Gaststätten (NGG-OGB-L)
- Macedonië
  - Trade Union of the Workers from the Agroindustrial Complex of the Republic of Macedonia (Agro-Sindikat)
  - Trade Union of the Workers in Catering, Tourism, Communal Economy, Handicraft and Companies Training and Employing Disabled Persons
- Malawi
  - Hotels, Food Processing and Catering Workers Union (HFCWU)
  - Sugar Plantation and Allied Workers Union of Malawi (SPAWUM)
  - Tobacco and Allied Workers Union of Malawi (TOAWUM)
- Maleisië
  - All Malayan Estates Staff Union (AMESU)
  - British American Tobacco Employees Union (BATEU)
  - Genting Malaysia Workers Union (KPPRW/RWEU)
  - Kesatuan Pekerja Pekerja Perkilangan Perusahaan Makanan(Food Industry Employees Union) (KPPPM/FIEU)
  - National Union of Hotel, Bar and Restaurant Workers (NUHBRW)
  - Sabah Hotel Resort, Restaurant Employees Union (SHHREU)
- Mali
  - Syndicat national de la production et de l'environnement (SYNAPE)
  - Syndicat national de l'industrie alimentaire, du tourisme, de l'habillement et des travailleurs des ambassades et du Personnel de Maison - Section Hôtellerie (SYNIATHA)
- Malta
  - General Workers' Union (GWU)
- Marokko
  - Syndicat de Boisson Gazeuse Coca Cola
- Mauritius
  - Artisans and General Workers' Union (AGWU)
  - Government Servants' Association (GSA)
- Mexico
  - Agrupación Sindical Única de Trabajadores y Empleados de la Industria Gastronómica, Hoteles, Moteles, Bares, Centros Nocturnos, ** Recreativos y Conexos del D.F. (ASUTIGH)
  - Federación Nacional Refresquera - CROC
  - Sindicato de Trabajadores de la Industria Embotelladora de Aguas Gaseosas, Refrescos, Aguas Naturales, Cervezas y de las ** ** ** Bebidas Envasadas en General, Similares y Conexos de la República Mexicana, C.T.M. (STIE)
  - Sindicato de Trabajadores de la Industria Hotelera, Gastronómica y Conexos de la República Mexicana (SITIHGA)
  - Unión Nacional de Trabajadores de la Industria Alimenticia, Refresquera, Turística, Hotelera, Gastronómica Similares y Conexos (UNTIARTHG-CROC)
- Moldavië
  - Commerce, Catering, Restaurant, Hotel, Service and Consumer Cooperatives Workers' Union (SindLUCAS)
  - Federatia Sindicatelor din Domeniil Cooperatiei de Consum, Comertului si Antreprenoreatului din Republica Moldova "MOLDSINDCOOPCOMERT"
- Montenegro
  - Samostalni Sindikat Radnika Poljoprivrede, Prehrambene i Duvanske Industrije Crne Gore
  - Samostalni Sindikat Radnika Turizma i Ugostiteljstva Crne Gore
- Mozambique
  - Sindicato Nacional dos Trabalhadores da Industria Alimentar e Bebidas (SINTIAB)
  - Sindicato Nacional dos Trabalhadores da Industria do Açúcar (SINTIA)
- Nepal
  - Nepal Independent Food and Beverage Workers' Union (NIFBWU)
  - Nepal Independent Hotel, Casino & Restaurant Workers' Union (NIHWU)
  - Nepal Tourism, Hotel, Casino and Restaurant Workers' Union (NTHCRW)
  - Union of Trekking-Travel-Rafting Workers (UNITRAV)
- Nieuw-Zeeland
  - Engineering, Printing & Manufacturing Union (EPMU)
  - National Distribution Union (NDU)
  - New Zealand Dairy Workers Union Incorporated (NZDWU)
  - New Zealand Meat Workers and Related Trades Union Incorporated
  - Service and Food Workers Union-Nga Ringa Tota (SFWU)
- Nicaragua
  - Asociación Nicaragüense de Afectados por Insuficiencia Renal Crónica "Domingo Téllez" (ANAIRC)
  - Federación Unitaria de Trabajadores de la Alimentación, Agroindustria, Turismo, Servicio/Comercio y Conexos de Nicaragua (FUTATSCON)
  - Sindicato de Trabajadores de la Compañía Centroamericana de Productos Lácteos (SINPROLAC)
  - Sindicato Único de Trabajadores de la Empresa Coca Cola (SUTEC)
- Niger
  - Syndicat national autonome des travailleurs des eaux et fôrets (SNATEF)
  - Syndicat national des agents de l'agriculture du Niger (SNAAN)
  - Syndicat national des travailleurs des hôtels, bars, restaurants et assimilés (SYNTHOBRA)
  - Syndicat national des travailleurs de l'industrie du Niger (SNTIN)
  - Syndicat unique du personnel des ressources animales (SUPRA)
- Nigeria
  - Agricultural and Allied Employees' Union of Nigeria (AAEUN)
  - Food, Beverage & Tobacco Senior Staff Association (FOBTOB)
  - Hotel and Personal Services Senior Staff Association (HPSSSA)
  - National Union of Food, Beverage and Tobacco Employees (NUFBTE)
  - National Union of Hotels and Personal Services Workers (NUHPSW)
- Noorwegen
  - Fellesforbundet
  - Industri Energi (IE)
  - Norsk Nærings- og Nytelsesmiddelarbeiderforbund (NNN)
- Oeganda
  - National Union of Co-operative Movement and Allied Workers (NUCMAW)
  - Uganda Beverage, Tobacco & Allied Workers' Union (UBTAWU)
  - Uganda Fisheries and Allied Workers Union (UFAWU)
  - Uganda Hotels, Food, Tourism and Allied Workers' Union (UHFTAWU)
- Oekraïne
  - Agro-Industrial Workers' Union of Ukraine
  - All Ukrainian Commerce and Catering & Consumer Cooperatives Workers' Union
  - Philip Morris Ukraine Workers' Union
- Oostenrijk
  - Gewerkschaft Öffentlicher Dienst (GÖD)
  - Gewerkschaft PRO-GE
  - VIDA
- Pakistan
  - National Federation of Food, Beverages and Tobacco Workers (NFFBTW)
  - Pakistan Hotel, Restaurant, Clubs, Tourism, Catering and Allied Workers (PHRCTCAWF)
- Panama
  - Federación Industrial de Sindicatos de Trabajadores de las Provincias Centrales (FISITRAPROCEN)
  - Sindicato de Trabajadores del Hotel Continental (SITRAHOCO)
  - Sindicato Industrial de Trabajadores de Envases y Alimentos (SITEA)
  - Sindicato Industrial de Trabajadores de la Fabricación y Comercialización de Refrescos Bebidas, Gaseosas, Cervezas, Licores y Similares (SITRAFCOREBGASCELIS)
- Papoea-Nieuw-Guinea
  - Higaturu Oil Palms Processing Workers Union
- Paraguay
  - Federación de Trabajadores Agro Alimentaria del Paraguay (FTAPY)
  - Sindicato de Trabajadores de Cervecería Paraguaya (SINTRACERVEPAR)
  - Sindicato de Trabajadores de Parmalat Paraguay (SITRAPARPASA)
- Peru
  - Confederación Nacional Agraria (CNA)
  - Federación Nacional de Trabajadores del Sector de la Industria de Alimentos, Bebidas y Afines (FNT-CGTP-ABA)
  - Sindicato de Trabajadores ARCOR de Peru S.A.
  - Sindicato de Trabajadores de Hoteles Sheraton del Peru
  - Sindicato de Trabajadores de Kraft Foods Perú S.A. (SINTRAKRAFTPERU)
  - Sindicato Nacional de Obreros de Union de Cervecerias Peruana Backus y Johnston S.A.A. (SINOUCPBJSAA)
  - Sindicato Nacional Trabajadores de la Embotelladora Latinoamericana (SINATREL)
  - Sindicato Único Nacional de Trabajadores Nestlé Perú S.A.(SUNTRANEP)
  - Sindicato Único Pescadores de Nuevas Embarcaciones del Perú (SUPNEP)
  - Sindicato Unitario Nacional de Trabajadores de la Compañia Cervecera Ambev Perú S.A.C. (SUNTAMBEV)
- Polen
  - Sekretariat Przemyslu Spozywczego NSZZ "Solidarnosc" (SPSPOZ)
- Portugal
  - Sindicato da Agricultura, Alimentação e Florestas (SETAA)
- Roemenië
  - Federatia Nationala a Sindicatelor din Industria Alimentara, a Bauturilor, Tutunului si Ramuri Conexe (SINDALIMENTA)
  - The National Federation of Rural Workers' Unions (AGROSTAR)
- Rusland
  - Agro-industrial Workers' Union of the Russian Federation (AIWU)
  - Coca-Cola Barnaul Workers' Union
  - Coca-Cola HBC Eurasia Moscow Workers' Union
  - Heineken Novosibirisk Workers' Union
  - Nestlé Altai Workers' Union
  - Rostov - Baltika BBH Workers Union
  - Union of Food, Tobacco, Services and Allied Workers "Solidarnost"
- San Marino
  - Confederazione Democratica Lavoratori Sammarinesi (CDLS)
- Senegal
  - Syndicat Autonome des Travailleurs de l'Agriculture (SATAG)
  - Syndicat Autonome des Travailleurs de l'Agroindustrie Alimentaire (SATAGRIAS)
  - Syndicat Autonome des Travailleurs de l'hôtellerie, de la Restauration et des branches connexes (SATHR)
  - Syndicat Autonome des Travailleurs de Nestlé Sénégal (SATNS-UNSAS)
  - Syndicat Autonome et Démocratique des Travailleurs des Industries Alimentaires (SYNADTRIA)
  - Syndicat National de Travailleurs des Industries Alimentaires (SNTA/CNTS)
- Servië
  - Food, Hotel and Tourism Industry Branch Trade Union of Nezavisnost (GS PUT "Nezavisnost")
- Sierra Leone
  - The Sierra Leone Union of Securities Watchmen and General Workers
- Slovenië
  - Sindikat Delavcev Gostinstva in Turizma Slovenije (SGIT)
  - Sindikat Kmetijstva in Zivilske Industrije Slovenije (KZI)
- Slowakije
  - Odborový zväz potravinárov Slovenskej Republiky (OZPSR)
  - Odborovy zväz pracovníkov obchodu a cestovného ruchu (OZPOCR)
  - Odborový zväz pracovníkov poĭnohospodárstva na Slovensku (OZPP)
- Spanje
  - ELA-Zerbitzuak
  - Federación Agroalimentaria de CC.OO
  - Federación Agroalimentaria UGT (FTA-UGT)
  - Federación Estatal de Comercio, Hosteleria y Turismo de CC.OO.(FECOHT-CC.OO)
  - Federación Estatal de Trabajadores de Comercio, Hosteleria-Turismo y Juego de la U.G.T. (CHTJ-UGT)
  - Federación Estatal de Transportes, Comunicaciones y Mar UGT (TCM-UGT)
- Sri Lanka
  - Ceylon Mercantile, Industrial and General Workers' Union (CMU)
  - Food Beverages & Tobacco Employees Industries Union (FBTEIU)
- St. Lucia
  - National Workers Union (NWU)
  - St. Lucia Seamen Waterfront & General Workers' Union
- Finland
  - Palvelualojen ammattiliitto PAM ry
  - Puu- ja erityisalojen liitto (PEL)
  - Suomen Elintarviketyöläisten Liitto r.y. (SEL)
  - The Federation of Salaried Employees Pardia
  - Pro Ammattiliitto
- Swaziland
  - Swaziland Agricultural & Plantation Workers Union (SAPWU)
  - Swaziland Hotel, Catering and Allied Workers' Union (SHCAWU)
  - Swaziland Manufacturing and Allied Workers Union (SMAWU)
- Tanzania
  - Conservation Hotels Domestic and Allied Workers Union (CHODAWU)
  - Tanzania Plantation and Agricultural Workers Union (TPAWU)
  - Tanzania Union of Industrial and Commercial Workers (TUICO)
  - Zanzibar Tourism, Hotels, Conservation Domestic & Allied Workers Union (ZATHOCODAWU)
- Thailand
  - Food Workers Federation of Thailand (FWFT)
  - Lever Brother Trade Union
  - Phuket Federation of Hotel and Service Labour (FHSL)
- Togo
  - Syndicat des industries agroalimentaires du Togo (SYNIAT)
  - Syndicat des travailleurs des entreprises de boissons (SYNTEB)
  - Syndicat Libre des Employés de l'Industrie Touristique du Togo (SYLEITTO)
- Trinidad en Tobago
  - All Trinidad Sugar and General Workers Trade Union (ATSGWTU)
  - National Union of Government and Federated Workers (NUGFW)
- Tsjechië
  - Odborový Svaz Pracovníků Zemědělství a Výživy-Asociace Svobodných Odborů České Republiky (OSPZV-ASO ČR)
- Tunesië
  - Fédération générale de l'agriculture (FGA)
  - Fédération générale de l'alimentation et du tourisme UGT(FGAT-UGTT)
- Turkije
  - Türkiye Orman-Topraksu-Tarim Ve Tarim Sanayii Isçileri Sendikasi (TARIM-IS)
  - Türkiye Otel, Lokanta Dinlenme Yerleri Isçileri Sendikasi Genel Merkez (TOLEYIS)
  - Türkiye Tütün Müskirat, Gida ve Yardimci Isçileri Sendikasi (TEKGIDA-IS)
- Uruguay
  - Centro Gremial de Maltería Oriental (C.G.M.O.)
  - Centro Gremial Maltero Uruguay - Nueva Palmira
  - Sindicato Autónomo Tabacalero (SAT)
  - Sindicato de Empleados de Nix-Nativa y Afines (SENNA)
  - Sindicato de Obreros y Empleados de Norteña (SOEN)
  - Sindicato de Packing del Sur (SIPASUR)
  - Sindicato de Trabajadores de Coca Cola (STCC)
  - Sindicato de Trabajadores de la Citricultura y Afines (SITRACITA)
  - Sindicato Nestlé del Uruguay
  - Sindicato Único de Trabajadores de la Caballada Salto (SUTLCAS)
  - Sindicato Obrero Frigorífico Maragato (SOFRIM)
  - Unión de Trabajadores Rurales y Afines del Sur del País (UTRASURPA)
- Venezuela
  - Sindicato Nacional de Trabajadores Hoteleros, Turísticos, Alimentación, Similares, Conexos y Afines de Venezuela (SINTRAHOSIVEN)
- Verenigd Koninkrijk
  - Bakers, Food & Allied Workers' Union (BFAWU)
  - GMB
  - Union of Shop Distributive and Allied Workers (USDAW)
  - UNISON
  - Unite the Union
- Verenigde Staten
  - American Federation of State,Country and Municipal Employees, AFL-CIO (AFSCME)
  - Bakery, Confectionery, Tobacco Workers and Grain Millers International Union (BCTGM)
  - Farm Labour Organizing Committee (FLOC)
  - International Brotherhood of Teamsters (IBT)
  - Retail, Wholesale and Department Store Union (RWDSU/UFCW)
  - Service Employees International Union (SEIU)
  - UNITE HERE!
  - United Food and Commercial Workers' International Union (UFCW)
  - United Steel, Paper and Forestry, Rubber, Manufacturing, Energy, Allied-Industrial and Services Workers International Union (USW)
- Zambia
  - Hotel Catering Workers Union of Zambia (HCWUZ)
  - National Union of Commercial and Industrial Workers (NUCIW)
  - National Union of Plantation, Agricultural and Allied Workers of Zambia (NUPAAW)
- Zimbabwe
  - Federation of Food and Allied Workers Union of Zimbabwe (FFAWUZ)
  - General Agriculture and Plantation Workers' Union of Zimbabwe (GAPWUZ)
  - Zimbabwe Catering & Hotel Workers' Union (ZCHWU)
- Zuid-Afrika
  - Food & Allied Workers Union, South Africa (FAWU)
  - South African Commercial, Catering and Allied Workers Union (SACCAWU)
- Zuid-Korea
  - Coca-Cola Beverage Company North Labor Union (CCBCNLU)
  - Coca-Cola Beverage Company Southeast Labor Union (CCBCSELU)
  - Coca-Cola Beverage Company Southwest Labor Union (CCBCSWLU)
  - Korean Chemical and Textile Workers Union, Dongsuh Foods Workers' Union
  - Korean Federation of Private Service Workers Unions (KFSU)
  - Korean Women's Trade Union (KWTU)
  - Nestlé Korea labour union (NKLU)
- Zweden
  - Hotell- och Restaurang Facket (HRF)
  - Svenska Kummunalarbetareförbundet
  - Svenska Livsmedelsarbetareförbundet (LIVS)
  - UNIONEN
- Zwitserland
  - UNIA